# Определение пола у человека
Определе́ние по́ла у челове́ка в биологии — процесс развития половых различий у людей. Этот процесс определяется как развитие фенотипических структур в результате воздействия гормонов, которые вырабатываются в зависимости от развития гонад. Развитие половых различий, или половая дифференциация, включает в себя развитие гениталий и внутренних половых путей, молочных желёз, волос на теле и играет роль при гендерной идентификации.
Формирование половых различий начинается с формирования гоносом (половых хромосом). За формирование фенотипических различий между мужским и женским организмами из недифференцированной зиготы отвечают сложные механизмы. Женским считается организм, имеющий две X-хромосомы, мужским — организм, имеющий одную Y-хромосому и одну X-хромосому. На ранних этапах эмбрионального развития все человеческие организмы имеют одинаковую внутреннюю структуру. Она включает в себя мезонефральные и парамезонефрические протоки. Присутствие гена SRY на Y-хромосоме вызывает развитие яичек в мужском организме и последующее производство гормонов, под воздействием которых исчезают парамезонефрические протоки. В женском организме исчезают мезонефральные протоки.

## Два основных правила определения пола у млекопитающих
Классическими эмбриогенетическими исследованиями установлены два правила определения пола у млекопитающих. Первое из них сформулировано в 1960-х годах Альфредом Жостом на основе экспериментов по удалению зачатка будущих гонад (гонадный валик) у ранних эмбрионов кроликов: удаление валиков до формирования гонады приводило к развитию всех эмбрионов как самок. Было высказано предположение о секреции гонадами самцов эффекторного гормона тестостерона, ответственного за маскулинизацию плодов, и предсказано наличие второго эффектора антимюллеровского гормона (MIS), непосредственно контролирующего такие анатомические преобразования. Результаты наблюдений были сформулированы в виде правила: специализация развивающихся гонад в яички или яичник определяет последующую половую дифференцировку эмбриона.
До 1959 года предполагалось, что количество Х-хромосом является важнейшим фактором контроля пола у млекопитающих. Однако обнаружение организмов с единственной X-хромосомой, развивающихся как самки, а особей с одной Y-хромосомой и множественными X-хромосомами, которые развивались, как самцы, заставило отказаться от таких представлений. Было сформулировано второе правило определения пола у млекопитающих: Y-хромосома несёт генетическую информацию, требуемую для определения пола у самцов.
Комбинация приведённых выше двух правил иногда называется принципом роста: Хромосомный пол, связанный с присутствием или отсутствием Y-хромосомы, определяет дифференцировку эмбриональной гонады, которая, в свою очередь, контролирует фенотипический пол организма. Подобный механизм определения пола называют генетическим (англ. GSD) и противопоставляют таковому, основанному на контролирующей роли факторов внешней среды (англ. ESD) или соотношению половых хромосом и аутосом (англ. CSD).

## Физиологическая основа гонадного уровня определения пола
Физиологической основой механизма определения пола является бисексуальность эмбриональных гонад млекопитающих. В таких прогонадах одновременно присутствуют Мюллеров проток и Вольфов канал — зачатки половых путей соответственно самок и самцов. Первичная детерминация пола начинается с появления в прогонадах специализированных клеточных линий — клеток Сертоли. В последних синтезируется предсказанный Жостом антимюллеровский гормон, ответственный за прямое или опосредованное ингибирование развития Мюллерова протока — зачатка будущих фаллопиевых труб и матки.

## Генетический механизм половой дифференцировки

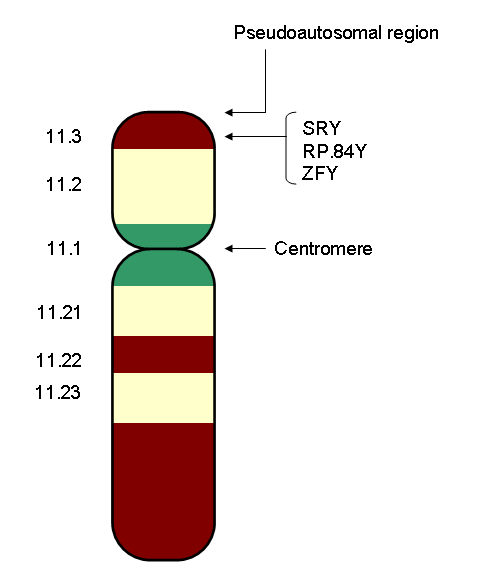
Y-хромосома человека с указанием локализации SRY-гена

В 1987 году Дэвид Пэйдж и его коллеги исследовали мужчину XX, унаследовавшего специфический фрагмент Y-хромосомы длиной 280 тысяч пар нуклеотидов, и женщину XY с делецией, захватывающей эту область в результате обмена участками между хромосомами. Данный фрагмент представляет собой присутствующий в Y-хромосоме всех настоящих зверей Eutheria и расположенный на расстоянии 100 тысяч пар нуклеотидов от границы псевдоаутосомной области ген ZFY длиной в 140 тысяч пар нуклеотидов.
Гомолог ZFY — ген ZFX обнаружен в X-хромосоме, причём ZFX не подвергается инактивации. Оба фактора ZFX и ZFY кодируют факторы транскрипции, содержащие мотивы цинковых пальцев, обладающие ДНК-связывающей активностью. Дальнейший детальный анализ специфических последовательностей Y-хромосом у особей с инверсией пола ограничил поиск районом размером 35 тыс. п. о. и привёл к обнаружению гена, рассматриваемого как истинный эквивалент классического Testis determining factor. Такой ген получил название SRY (англ. Sex determining Region Y gene).
SRY расположен в области определения пола и содержит консервативный домен (HMG-бокс), кодирующий белок размером 80 остатков аминокислот. Активность гена SRY отмечена перед началом периода дифференцировки прогонады в яичко — 10—12-й день эмбрионального развития у мыши и, по крайней мере, на этой стадии не зависит от присутствия половых клеток. Специфические точковые мутации или делеции в HMG-боксе этого гена у женщин XY приводят к инверсии пола. Перенос фрагмента ДНК длиной 14 kbp, содержащего этот ген с фланкирующими участками, в оплодотворённую яйцеклетку гомогаметной особи с помощью микроинъекции привёл к появлению самца с кариотипом XX.

### Функции гена SRY
Домен, кодируемый HMG-боксом SRY-гена, специфически связывается с ДНК и приводит к её изгибанию. Изгибание ДНК, вызываемое белком SRY или его гомологами, содержащими домен HMG, может механически передаваться на значительное расстояние и играть важную роль в регуляции транскрипции, репликации и рекомбинации. Область ДНК, в которой локализуется SRY, содержит два гена, кодирующие ключевые ферменты, участвующие в дифференцировке первичной гонады по мужскому типу: ген ароматазы Р450, контролирующей конверсию тестостерона в эстрадиол и фактора, ингибирующего развитие протоков Мюллера, который вызывает обратное их развитие и способствует дифференцировке яичек.
Также продукт гена SRY принимает участие в процессах половой дифференцировки в тесном взаимодействии с ещё одним геном, названным геном Z, функция которого в норме заключается в угнетении специфических мужских генов. В случае нормального мужского генотипа 46XY ген SRY кодирует белок, угнетающий ген Z, и специфические мужские гены активируются. В случае нормального женского генотипа 46ХХ, при котором отсутствует SRY, ген Z активируется и угнетает специфический мужской ген, что создаёт условия для развития по женскому типу.